# Oswald Spengler

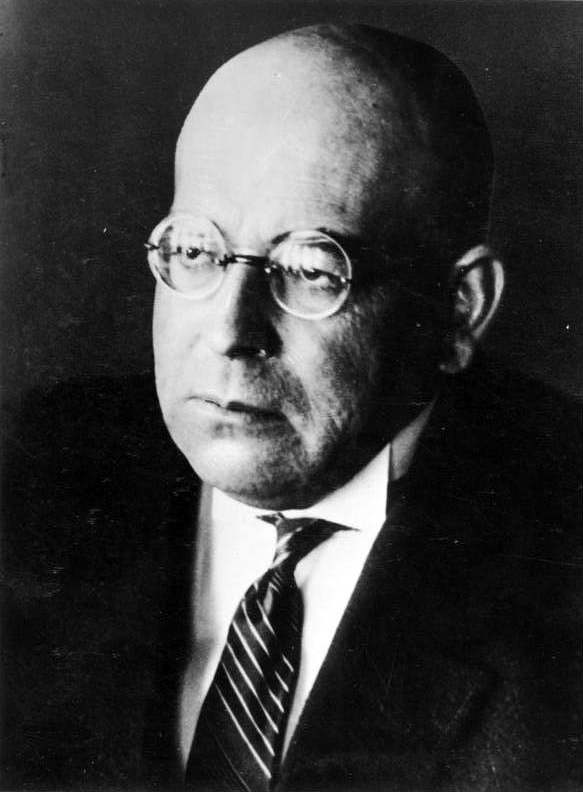
Oswald Spengler

Oswald Arnold Gottfried Spengler (Blankenburg, 29 mei 1880 - München, 8 mei 1936) was een Duits geschiedfilosoof en cultuurhistoricus.

## Biografie
Spengler studeerde wiskunde en natuurwetenschappen in Halle, München en Berlijn en promoveerde in 1904 in Halle op een filosofisch proefschrift ("Der metaphysische Grundgedanke der Heraklitischen Philosophie").
Na leraar te zijn geweest aan een gymnasium in Hamburg, waar hij wiskunde, natuurkunde, Duits en geschiedenis doceerde, vestigde Spengler zich te München als zelfstandig schrijver over cultuur. Hij schreef monarchistische en antiparlementaire stukken. In 1918 en 1922 werd zijn voornaamste tweedelige werk De ondergang van het Avondland gepubliceerd, waarin hij zijn pessimistische kijk op de westerse geschiedenis ontvouwde. Hiermee werd hij een van de grondleggers van het cultuurpessimisme. Aanvankelijk stond hij achter het opkomende nationaalsocialisme, waarmee hij de afkeer van de Weimarrepubliek deelde, maar later wees hij dit af, evenals het antisemitisme. Hoewel hij in 1933 in de Duitse academie van wetenschappen werd gekozen, mochten zijn werk en ideeën niet meer worden genoemd op de Duitse radio.

## Het avondland
Spengler zag in de in het Nederlands door L.J. van Holk vertaalde 'Ondergang van het Avondland' af van iedere vooruitgangsidee, wat de nationaalsocialisten hem kwalijk namen. In de plaats stelde hij een cultuurgenese waarin culturen net als individuen opgroeien, volwassen worden en sterven. Dit liet hij zien aan de hand van de acht wereldbeschavingen: De Babylonische, de Egyptische, de Chinese, de Indische, de Indiaans-Mexicaanse, de klassieke of Grieks-Romeinse en de Magiaanse beschaving. Onder deze laatste beschaving situeert Spengler de Arabische, Joodse en Byzantijnse beschaving. De vormgeving van zijn culturenpalet is origineel en is gezien als een reactie tegen de traditionele 'maakbare' Europese cultuur- en geschiedsopvattingen van de verlichting, de renaissance en het christendom. In zijn morfologische denken over cultuurvorming onderging Spengler invloeden van Goethe en Nietzsche. De rationele samenleving en wetenschap waren de triomf van de westerse wil geweest. Die zou volgens Spengler stuk lopen op een sterkere wil van Duitsland omdat zij een sterker 'wij-gevoel' hadden en hun voeling met de innerlijke geest. Het boek werd onmiddellijk een succes, ook commercieel. Elisabeth Förster-Nietzsche, de zus van Friedrich Nietzsche, vond het zo goed, dat Spengler op haar initiatief de Nietzscheprijs kreeg en beroemd werd.

Spengler had een 'cultboek' geschreven. Het bood, als men zijn stijl apprecieerde, ook voor elk wat wils. Alles wat mensen ooit geschapen hadden, kwam erin aan de orde: schilder- en beeldhouwkunst, architectuur, muziek, literatuur, historische en politiek teksten, allerlei vormen van wetenschap en technologie, staatsconstructies, economische systemen, religies en godsdiensten: allemaal waren ze deel van de culturen die de mensheid had voortgebracht.

Spengler leefde de laatste jaren van zijn leven vereenzaamd en teruggetrokken in München, waar hij duizenden boeken kocht en een verzameling antieke wapens aanlegde. Kort voor zijn dood schreef hij aan een vriend (Hans Frank), dat het Duitse rijk binnen tien jaar zou ophouden te bestaan. Hij stierf kort voor zijn 56e verjaardag aan een hartaanval.

## Publicaties
- Konservativ und liberal (1911)
- Römer und Preußen (1916, 1918)
- De ondergang van het Avondland (Der Untergang des Abendlandes, 1918, 1922)
- Preußentum und Sozialismus (1920)
- Neubau des Deutschen Reiches (1924)
- De mens en de techniek. Bijdrage aan een filosofie van het leven (Der Mensch und die Technik. Beitrag zu einer Philosophie des Lebens, München 1931)
- Politische Schriften (1932)
- Jahre der Entscheidung (1933)